# ライントピックス
LINE TOPICS（ライントピックス）とは、デジタルアライアンス（現・デジアラホールディングス）が提供する、見出し配信ツール。SWFファイルを用い、ウェブページ上にニュースの見出しをティッカー（見出し）形式で配信するツールであり、指定HTMLタグを張り付ける事によりウェブサイト上に表示させることができる。幅500ピクセル程のバナーに、電光掲示板やニュース・ティッカーのごとくニュースの見出しが次々と流れ、見出しをクリックする事でYahoo!ニュースや新聞社等配信元ウェブサイトの記事ページへ飛ぶ（ブラウジングできる）ようになっている。
見出しに表示されるニュースは、時事・スポーツ・芸能・お天気情報などであり、配信元ウェブサイトから見出しのみを借りる形（すなわち記事本文の引用）でこれらを表示。また、自ら希望するニュースを管理画面に入力する事によりオリジナルニュースを配信できる「MY TOPICS マイトピックス」という機能も存在する。
メインのニュース記事見出しは、以下で述べる知財高裁判決文の事実によると、デジタルアライアンスの管理者（LINE TOPICS事務局）がYahoo!ニュース等を閲覧し、特定の記事を選んだ上でデジタルアライアンス内部の管理サーバに記事見出しやURLを手動入力することで各クライアントに当たるバナーに表示される仕組みであった。
サービス開始当時の2001年は、同等のサービスが無く設置も無料であった為、2002年末には20,000を超えるウェブサイトに設置された。

## 概要
特徴として次の点があげられる。
- ホームページに指定のタグを貼り付ける事で、LINE TOPICSが設置される。設置にあたりPHP、CGI、SSI等は不要。
- ニュースの見出しは、LINE TOPICS事務局がニュースリンクを一括更新する。
- 無料で設置可能。
- カラーのカスタマイズが可能。
- 見出しをクリックするとニュース記事リンクは詳細ページへ、ヒットチャートは各アーティストの公式ホームページへ別ウィンドウで飛ぶリンクが表示。
- 広告収入により運営している為、スクロール記事の間に広告が掲載される。

## 必要環境
- Adobe Flash Playerがインストールされ、快適に動作する環境。

## シリーズ
LINE TOPICS_LT
スクロールエリアのみのタイプで、コンパクトに設置可能。
流れるニュースリンクは3パターンから選択できる。
サイズは、( 450 * 20 ピクセル )
LINE TOPICS_ST
フレーム上部にカテゴリーボタンがあるタイプ。
該当カテゴリーをクリックすると選択カテゴリーのニュースリンクが流れる。
カラーは、216色の中から選択しカスタマイズ可能。
サイズは、( 520 * 35 ピクセル )
LINE TOPICS_EX
LINE TOPICS_STの基本機能に、オリジナルニュースを配信できる機能を追加。
サイズは、( 520 * 35 ピクセル )
MY TOPICS
LINE TOPICS_STの基本機能に、該当カテゴリーをクリックすると選択カテゴリーのニュースリンクが流れる。
カラーは、216色の中から選択しカスタマイズ可能。
サイズは、( 520 * 35 ピクセル )

## 裁判
2002年12月25日、読売新聞東京本社（以下原告）は、原告のホームページ「YOMIURI ONLINE」（YOL）の「記事見出し」を無断複製し、原告の著作権（複製権ならびに公衆送信権）を侵害、また原告の営業活動に対する不法行為を行ったとして、ライントピックス提供元のデジタルアライアンス（以下被告）に対し損害賠償請求と記事見出し複製使用の差止等を求め東京地方裁判所に提起した。一審では見出しの著作物性と不法行為の成否が争われた。2004年3月24日、東京地裁は、
1. 日本国著作権法2条1項1号における著作物の定義「思想又は感情を創作的に表現したものであつて、文芸、学術、美術又は音楽の範囲に属するものをいう。」に照らし合わせ、YOLの記事見出しの文字数の制約から創作性は発揮できず、記事見出しはごく短い修飾語を加えただけの「事実の伝達にすぎない雑報及び時事の報道」と判断し、これは著作物に当てはまらない（同法10条2項より）。
2. 原告がインターネットに無償で公開している事実から、1.より著作権法等によって原告に排他的な権利が認められない以上第三者の利用を妨げることは特段の理由がない限り認められない故、原告が主張する被告の不法行為は成立しない。

との事実認定を下し、原告の請求全てを棄却、原告は敗訴した。原告はこれを不服として、知的財産高等裁判所（知財高裁）に控訴。第二審では前述の見出しの著作物性や不法行為の成否に加え、被告のウェブサイト内にあるライントピックスの公式ホームページ上の見出しのデザインが、YOLの見出しのデザインを模倣しているとして、不正競争防止法2条1項3号の「不正競争行為」に該当するか否かも争点となっている。2005年10月6日、知財高裁は、
1. 原告の多大なる努力、コストにより作成される記事を、その一部にせよ容易に再利用し、また2万サイト程度にも及ぶ設置登録ユーザのホームページ上のライントピックス表示部分に見出しを表示させる行為は、社会的に許容される限度を越えたものであり、原告の法的保護に値する利益を違法に侵害したと見なせるとして、原告の営業活動に対する不法行為であると認める。
2. ただし、被告の将来にわたる行為を差し止めなければ、損害賠償では回復し得ないような深刻な事態を招来するものとは認められないため、差止請求は棄却する。
3. 被告の著作権侵害については原審（東京地裁）判決と同じく記事見出しを著作物と認めない（ただし、個別具体的に見出しの内容の著作物性を検討する必要性は認める）。

等原告側の請求の一部を認め、被告に対し損害賠償として23万円余りの支払を命じた。不正競争行為については、「商品」である「YOL記事見出し」の「形態」を「知覚等で認識できるレベルで模倣」していないため、よってこれは認められなかった。

## 歴史
- 2001年
  - サービス開始。
- 2002年
  - 3月 設置サイトが、10,000サイトを越える。
  - 6月 設置サイトが、13,000サイトを越える。
  - 12月 設置サイトが、20,000サイトを越える。100万アクセス/日、3000万アクセス/月を突破。
  - 12月25日 読売新聞東京本社が、見出しの使用差し止めと6825万円の損害賠償を求め東京地方裁判所に提訴。
- 2004年
  - 3月24日 東京地裁は読売新聞東京本社の請求をすべて棄却。
- 2005年
  - 10月6日 知財高裁はデジタルアライアンスに損害賠償を命じる。
  - 10月26日 時事、芸能ニュースに関するリンク見出しの配信を一時停止。

## その他
2000年代中期から、新聞社やその他ニュースサイトでは見出しを表示するRSSフィードを自社で提供することが多くなり、フィードリーダーの普及やウェブブラウザのRSSリーダー機能が実装されるにつれて、クライアント・一般ユーザー側でニュースデータ受信を行うことが多くなり、ニュース・メディアの記事を受信し外部に再発信する二次配信型ツールはあまり見られなくなった。